# Matilda (2022)
Roald Dahl's Matilda the Musical (of simpelweg Matilda) is een musical fantasy dramedy film uit 2022, geregisseerd door Matthew Warchus en geschreven door Dennis Kelly, gebaseerd op het gelijknamige kinderboek uit 1988 door Roald Dahl en de muzikale bewerking van het boek uit 2010. Het is ook de tweede verfilming van het boek, na de film uit 1996, die geregisseerd werd door Danny DeVito, die er zelf ook in speelde.
De wereldpremière van Matilda werd gehouden bij het Filmfestival van Londen op 5 oktober 2022, en zal worden uitgebracht in het Verenigd Koninkrijk op 25 november 2022, door Sony Pictures Releasing International, en in de Verenigde Staten op 9 december 2022, door Netflix.

## Samenvatting
Roald Dahl's Matilda the Musical vertelt het verhaal van een buitengewoon meisje, met een levendige fantasie, die stelling durft te nemen om haar verhaal te veranderen met wonderbaarlijke resultaten.

## Cast

### Originele versie
- Alisha Weir als Matilda Wurmhout
- Lashana Lynch als mevrouw Marije Engel
- Emma Thompson als mevrouw Agatha Bulstronk
- Andrea Riseborough als mevrouw Wurmhout
- Stephen Graham als meneer Wurmhout
- Sindhu Vee als mevrouw Fens
- Lauren Alexandra als de acrobaat
- Carl Spencer als Magnus de Escapoloog

### Nederlandse nasynchronisatie

#### Cast
- Jada Coppens - Matilda Wurmhout en kinderkoor
- Gaia Aikman - mevrouw Marije Engel
- Hymke de Vries - mevrouw Agatha Bulstronk
- Desi van Doeveren - Mevrouw Wurmhout
- Finn Poncin - Meneer Wurmhout
- Nova Meens - Lavendel
- Linda Wagenmakers - Mevrouw Fens
- Kane van Deene - Bram en kinderkoor
- Maylin van Putten - Hortensia en kinderkoor
- Jaguaro Toney - Nico
- Noah Fontijn - Erik
- Lily van der Starre - Amanda
- Juneoer Mers - Magnus de Escapoloog
- Dwight Dissels - Dokter
- Daysha Ligeon - kinderkoor
- Kelvin Allison - koor
- Elaine Hakkaart - koor
- Jekse van de Staak - koor
- Jonathan Vroege - koor
- Roos van der Waerden - koor

##### Aanvullende cast
- Seb van den Berg
- Bo Burger
- Enzo Coenen
- Fien van Doesburg
- Aïcha Gill
- Hidde Heijmans
- Kaj Holwerda
- Erik van der Horst
- Thomas Koekkoek
- Sanne Bosman
- Wiebe-Pier Cnossen
- Ton Coppens
- Jantien Euwe
- Joah Grommé
- Lottie Hellingman
- Liv Holwerda
- Nurlaila Karim
- Fië Kolkka
- Nine Meijer
- Philou van den Oosterkamp
- James Pols
- Rutger Le Poole
- Meta Rodenburg
- Thijs Steenkamp
- Vince van Voorst
- Kobe van de Wetering
- Indy Nagel
- Abigail van den Oosterkamp
- Pepijn Le Poole
- Elena Rodenburg
- Martin van der Starre
- Ayana Visser
- Nubia Welch
- Jorien Zeevaart

#### Crew
- Wim Pel Productions - studio
- Stephan Holwerda - regisseur
- Marjolein Algera - vertaling
- Tijn van de Wetering - mixage
- Servee Wijsen - opname
- Denny Wit - montage
- Jan-Peter IJkelenstam - projectmanager

## Productie

### Ontwikkeling
Op 15 november 2013 werd gemeld dat Matthew Warchus en Dennis Kelly, de regisseur en schrijver van de musical Matilda the Musical, gebaseerd op Roald Dahls roman Matilda, zouden terugkeren voor een verfilming. In juni 2016 bevestigde Tim Minchin dat er een verfilming van Matilda the Musical in ontwikkeling was, die volgens hem "waarschijnlijk in de komende 4 of 5 jaar zal worden gemaakt". Mara Wilson, die eerder speelde in de verfilming van de roman uit 1996, geregisseerd door Danny DeVito, zei: "Misschien als ze er een film van maken, zou ik een cameo kunnen hebben, maar dat is aan hen om te beslissen." Op 27 november 2018 werd onthuld dat Netflix Matilda zou aanpassen als een animatieserie, die deel zou uitmaken van een 'geanimeerde evenementenserie', samen met andere Roald Dahl-boeken zoals De GVR, De Griezels, en Sjakie en de Chocoladefabriek. In november 2019 zei Danny DeVito dat hij "altijd al wilde" een vervolg op "Matilda" ontwikkelen, eraan toevoegend dat een mogelijk vervolg Matilda's eigen kind zou kunnen schitteren, omdat Wilson was opgegroeid na de release van de film. Op 28 januari 2020 werd gemeld dat Working Title Films de film zou produceren, terwijl Netflix de film via streaming zou distribueren, en Sony Pictures Releasing, die eerder de film uit 1996 verspreidde via de TriStar Pictures-banner, zou zorgen voor theater- en homevideo's, exclusief in het VK via dezelfde banner. Er werd ook bevestigd dat Warchus en Kelly nog steeds bij het project betrokken waren. Ellen Kane, die met choreograaf Peter Darling aan de toneelproductie werkte, zou choreograferen.

### Casting
Op 4 mei 2020 werd gemeld dat Ralph Fiennes werd gecast als Agatha Bulstronk (de rol werd conventioneel op het podium gespeeld door mannelijke acteurs). Later op 14 januari 2021 werd echter aangekondigd dat Emma Thompson het personage in plaats daarvan zou spelen, met extra bevestigingen dat Lashana Lynch werd gecast als Marije Engel en Alisha Weir in de titelrol, na het geven van wat Warchus "een onvergetelijke auditie." Meer dan 200 kinderen werden gecast als de rest van de studenten van Crunchem Hall. In april 2021 werd aangekondigd dat Stephen Graham, Andrea Riseborough en Sindhu Vee de cast zouden vervoegen als meneer Wurmhout, mevrouw Wurmhout en mevrouw Fens.

### Filmen
De productie voor Matilda the Musical zou plaatsvinden tussen augustus en december 2020 in Shepperton Studios, maar werd uitgesteld tot het voorjaar van 2021 vanwege de Coronapandemie. De film begon met fotografie op 3 mei 2021 in Ierland.

### Muziek
Op 15 november 2013 was Tim Minchin, die eerder liedjes voor de musical schreef, in gesprek om nieuwe liedjes voor de film te maken, en in 2020 werd bevestigd dat hij dit zou doen. Om precies te zijn, kort na de première op 5 oktober werd bekend dat Minchin een nieuw slotnummer heeft geschreven. Er werd ook aangekondigd dat sommige nummers uit de toneelversie niet in de film te zien zullen zijn om een speelduur van 117 minuten te behouden.

## Uitgave
Matilda the Musical beleefde zijn wereldpremière op het Filmfestival van Londen op 5 oktober 2022 en zal naar verwachting op 25 november 2022 in het Verenigd Koninkrijk worden uitgebracht door Sony Pictures via de TriStar Pictures-banner. De film wordt in de Verenigde Staten en internationaal, naar verwachting, uitgebracht op 9 december 2022, nog voordat het met Kerstmis op Netflix wordt gestreamd. Sony Pictures distribueert ook de homemedia-release van de film in het VK. Sony Pictures is also distributing the film's home media release in the UK.

### Kritische ontvangst
Op de recensie-aggregatorwebsite Rotten Tomatoes is 100% van de 16 recensies van critici positief, met een gemiddelde beoordeling van 8/10. Metacritic gaf de film een gewogen gemiddelde score van 67 van de 100 op basis van 8 critici, wat wijst op "over het algemeen gunstige beoordelingen".